# Интерлеукин 8
Интерлеукин 8 (ИЛ-8) је цитокин кога производе макрофаге и ћелије других типова као што су епителијалне ћелије. Њега исто тако синтетизују ендотелијалне ћелије, које складиште ИЛ-8 у њиховим складишним мехурима, Weibel-Palade тела. Код људи, интерлеукин 8 је протеин кодиран ИЛ8 геном. Он се излучује кроз ланац биохемијских реакција. ИЛ-8 је важан посредник имуних реакција у одговору урођеног имунског система.
Постоји више рецептора на површини мембрана који могу да вежу ИЛ-8. Најчешће студирани типови су Г протеин спрегнути серпентин рецептори  и . Изражавање и ИЛ-8 афинитет је различит за ова два рецептора. Толл-попут рецептори су рецептори урођеног имунског система. Ти рецептори препознају антиген обрасце (попут ЛПС код грам негативних бактерија).

## Функција
Протеин кодиран овим геном је члан CXC хемокин фамилије. Овај хемокин је један од главних посредника инфламаторног процеса. Овај хемокин се излучује из неколико ћелијских типова. Он функционише као хемоатрактант, и оне такође потентан ангиогенетски фактор. ИЛ-8 има облика: мономер и хомодимер. За оба облика је нађено да су потентни CXCR1 и CXCR2 побуђивачи. Доказано је да је хомодимер потентнији, међутим, Leu25 метилација може да блокира активност димера. За ИЛ-8 се верује да игра улогу у патогенези бронхиолитиса, распрострањеног обољења респираторног тракта узрокованог виралном инфекцијом. Овај ген и других десет чланова CXC хемокин генске фамилије формирају хемокински генски кластер на хромозому 4.
ИЛ-8 примарна функција је индукција хемотаксе у његовим циљним ћелијама (нпр. неутрофилним гранулоцитима). Он учествује у неутрофилској серији ћелијско-физиолошких одговора неопходних за миграцију и у њиховој циљној функцији, фагоцитози. Он такође има удела у повећању интрацелуларног , ексоцитози (нпр. ослобађању хистамина), респираторном ширењу. ИЛ-8 може бити излучен из било које ћелија са Толл-попут рецепторима у оквиру урођеног имуног одговора. Примарна функција ИЛ-8 цитокина је да регрутује неутрофиле да фагоцитозирају антиген који је побудио антигенски образац толл-попут рецептора.

## Циљне ћелија
Док су неутрофилни гранулоцити примарна мета за ИЛ-8, постоји релативно широк круг ћелија (ендотелне ћелије, макрофаге, маст ћелије, кератиноцити) које реагују на овај хемокин. ИЛ-8 хемоатрактантска активност у сличним концентрацијама као код кичмењака је показана и код Tetrahymena pyriformis, што указује на филогенетички високо конзервирану структуру и функцију овој хемокина.

## Клинички значај
Интерлеукин-8 је често асоциран са инфламацијом. На пример, било је објављено да проинфламаторни медијатор гингивитиса и псоријазе.. Чињеница да је интерлеукин 8 секреција повећана sa оксидант стресом, и обрнуто, интерлеукин 8 узрокујући регрутовање инфламаторних ћелија индуцира даље повећање оксидантског стреса, чини овај цитокин кључним параметром у локализованој инфламацији.
Ако трудница има висок ниво интерлеукина 8, она има повишен ризик индуцирања схизофреније у потомству. За високе нивое интерлеукина 8 је показано да умањују шансе за успех третмана са антипсихотичким медикацијама за схизофренију.

## Номенклатура
ИЛ-8 је преименован у CXCL8 од стране Субкомитета за Хемокин Номенклатуру које је део Интернационалне Уније Имунолошких Удружења, мада његово одобрени HUGO симбол гена остаје ИЛ8.